# Fitafell
Fitafell är en kulle i republiken Island. Den ligger i regionen Suðurland, 90 km öster om huvudstaden Reykjavík. Toppen på Fitafell är 471 meter över havet.
Trakten runt Fitafell är nära nog obefolkad, med mindre än två invånare per kvadratkilometer. Närmaste större samhälle är Flúðir, omkring 12 kilometer väster om Fitafell. Trakten runt Fitafell består i huvudsak av gräsmarker.